# Модель Бебкока

Еволюція магнітного поля Сонця в моделі Бебкока. I — поблизу мінімуму 11-річного циклу, III — поблизу максимуму.

Модель Бебкока — феноменологічна фізична модель, якісно описує спостережувану картину циклічної еволюції магнітних полів і сонячних плям на поверхні Сонця.
Вона була запропонована в 1961 році американським астрономом Горесом Бебкоком і полягає в наступному.
- На початку 22-річного циклу магнітне поле Сонця має вигляд диполя, вісь якого орієнтована уздовж осі обертання Сонця.
- Силові лінії поля нерухомі відносно сонячної плазми з високою провідністю («вморожені» в неї).
- Обертання Сонця диференційоване: так, швидкість на екваторі на 20 % більше, ніж на полюсах (один синодичний оборот на екваторі відбувається приблизно за 27 днів). Ця особливість обертання Сонця і «вмороженність» ліній поля призводять до того, що в міру обертання лінії поля, спочатку спрямовані уздовж меридіанів, закручуються в широтному напрямку.
- При цьому поле збільшує свою напруженість, і магнітна плавучість піднімає трубки магнітного поля до сонячної поверхні. При піднятті цих трубок над поверхнею фотосфери в ній формуються біполярні області.
- Через придушення конвекції в області спливлих сильних магнітних полів температура і яскравість цих областей зменшується. Таким чином, формуються сонячні плями, які виглядають темними на більш яскравій поверхні фотосфери.
- Головна (розташована на захід) пляма біполярної області має ту ж полярність, що і загальне дипольне магнітне поле в даній півкулі, хвостове (розташована на схід) пляма — протилежну полярність.
- Головні плями біполярних областей переважно зсуваються до екватора, магнітні поля цих плям в різних півкулях протилежні і анігілюють поблизу екватора.
- Хвостові плями рухаються до полюсів відповідних півкуль. Так як їх полярність протилежна полярності поля поблизу полюса, при цьому загальний дипольний момент Сонця зменшується.
- Процес формування і руху сонячних плям триває до тих пір, поки полярність сонячного диполя не зміниться на протилежну. Цикл цієї зміни триває близько 11 років. Ще через 11 років, наприкінці 22-річного циклу, дипольне поле повертається до свого початкового стану.
- Магнітні поля плям поблизу екватора час від часу слабшають, відбувається приплив корональної плазми, який збільшує внутрішній тиск і формує «магнітний міхур», який може вибухнути і викликати корональні викиди маси з утворенням корональної діри, лінії магнітного поля в якій відкриті в простір. Такі викиди є джерелом високошвидкісного сонячного вітру.
- Перез'єднання магнітних полів ведуть до перетворення їх енергії в теплову енергію плазми і викликають випромінювання в далекій ультрафіолетовій і рентгенівській областях.

Пізніше модель Бебкока розвинув американський астрофізик Роберт Лейтон (Robert B. Leighton) — запропоновану ним модель часто називають «моделлю Бебкока-Лейтона». На відміну від Бебкока, який задовольнився чисто побудовою якісною моделлю, Лейтон створив напівкількісну модель циклу сонячної активності, спираючись на дані фактичних спостережень Сонця, але використовуючи також і рішення рівнянь магнітної гідродинаміки. На відміну від моделі Бебкока, модель Лейтона враховує зв'язок між активними процесами на різних широтах Сонця, магнітне поле в ній ніколи не є чисто полоїдальним (тобто спрямованим в меридіональному напрямку), а зона плямоутворення не тільки зміщається до екватора, але і розширюється з ходом 11-річного циклу. Нарешті, в моделі Лейтона не потрібно вводити поняття магнітних силових трубок.

#### Ресурси Інтернету
- Сонячна активність[недоступне посилання з червня 2019]